# Ernst Aigner
Ernst Aigner (Mödling, 1966. október 31. –)  osztrák labdarúgó.

## Klubcsapatban
Aigner 1986-ban debütált a Admira/Wacker csapatában.  Austria Wiennel háromszor nyert bajnokságot és Osztrák Kupát. 1994-ben aláírt a másodosztályú VSE St. Pölten csapathoz. 1996-hoz visszatért az Admirához, majd 2001-ben szerződtette az ASK Kottingbrunn, innen vonult vissza 2002-ben.

## A válogatottban
1989. május 31-én debütált Norvégia ellen, az osztrák válogatott  4-1-re győzött. Részt vett az 1990-es labdarúgó-világbajnokságon, de csak a Jugoszlávia elleni mérkőzésen kapott játékszerepet.

## Sikerei, díjai
- Osztrák bajnok (3):
  - 1991, 1992, 1993
- Osztrák Kupa (3):
  - 1990, 1992, 1994